# Entedon squamosus
Entedon squamosus är en stekelart som beskrevs av Thomson 1878. Entedon squamosus ingår i släktet Entedon och familjen finglanssteklar.
Artens utbredningsområde är:
- Bulgarien.
- Tjeckien.
- Nederländerna.
- Sverige.

Arten är reproducerande i Sverige. Inga underarter finns listade i Catalogue of Life.